# قارا قاراييف
قار أبو الفاس اغلو قاراييف (بالأذرية: Qara Əbülfəz oğlu Qarayev) ملحن، مؤلف موسيقى ومؤلف اوبرا اذربايجاني، نائب في المجلس التشريعى للإتحاد السوفيتي، اكاديمي لأكاديمية العلوم الوطنية في اذربايجاني، تكرم الفنان (عام 1955)، فنان الشعب للإتحد السوفيتي(عام 1959) - ولد في 5 فبرايير، عام 1918 في باكو وتوفي 13 مايو، عام 1982، يعتبر أحد أكبر عباقرة الموسيقي في التاريخ الاذربايجان.

## حياته
ولد قار قاراييف عام 1918, في مدينة باكو وكان ابه أبو الفاس قاراييف من أحد طبيب مشهور في باكو. كان قار أول شخص في جيله الذي يكرس نفسه إلى المهنة الموسيقى.
بدا قار دراسته في مدرسة موسيقي للكونسيرواتوار الحكومية الاذربايجان عام 1926. بعد ذلك تلقى الدروس من معلمه الفذ جوركي شاروييف في معهد باكو للموسيقي عند الكونسيرواتور الحكومية الاذربايجان، عام 1930. منذ عام 1937 تم قبول الغضو الي الاتحاد الملحنين الاذربايجانيين. تابع دراسته في كلية التركيب للكونسيرواتوار الحكومية موسكو بين عامين 1938-1940. متعلق بداية الحرب الوطنية االعظمى، لم يكتمل تعليمه وعاد إلى باكو.
بعد الحرب تم دراسته الذي بقي بشكل ناقص في موسكو وعاد بعد ذلك الي باكو لكي يستقر هناك ويمارس مهنته كمعلم.أصبح يعمل كمعلم في صف التركيب للكونسيرواتور الحكومية الاذربايجان، عام 1946, وفي نفسه العام كتب أول اوبرا له «الوطن» الذي كتب مع الملحن الفذ جودت حاجييف، هذا هو السبب فاز الجائزة لللإتحاد السوفيتي الحكومية. عندما أصبح معلما كتب عدة الأعمال. كمثال على ذلك، المسرح «كنجليك» عام 1937, كانتاتا «موسيقى القلب» عام 1938,«أذربيجان» عام 1939, «سبعة جميلة» عام 1949.
أصبح المدير للكونسيرواتور الحكومية الاذربايجان بين عامين 1949-1953, وللاتحاد الملحنين الاذربايجن عام 1952.
تعرض تمثيل أول لبالية «سبعة جميلة» في المسرح الحكومية لينينغراد في عام 1953.
يستحق باسم تكريم الفنان في عام 1955, وعام 1959 باسم فنان الشعب للإتحاد السوفيتي. عام 1967 يكافأ بجائزة لينين وبأردين لينين وفقا للباليه «بطرق البرق» (باذربايجاني – İldırımlı yollarla). تطبق قار قاراييف على النوع موذيكيل الذي كان الجديد لموسيقى الاذربايجاني. كتب الموذيكل «جاسكون» على اساس الكوميديا «سيرانو ده بريجاراك» للكاتب المسراحي الفرنسي روسته.
مات في 13 مايو، عام 1982 في مدينة موسكو، دفن في مدينة باكو.
إحتفل مهرجان الموسيقي العصرية الذي يكرس إلى الذكر الملحن في باكو بالمساعدة وزارة الثقافة والسياحة في عام 1986.
افتتاح المنصب الذكري قار قاراييف من قبل رائس جمهورية الأذربايجان إلهام علييف، في شارع 28 مايو لمدينة باكو،3 فبرايير، عامم 2001.

## الحياة العملية

### الأبرات
- «الوطن» (1952) مع الملحن جودت حاجييف
- «الظروف»(1972)

### باليه

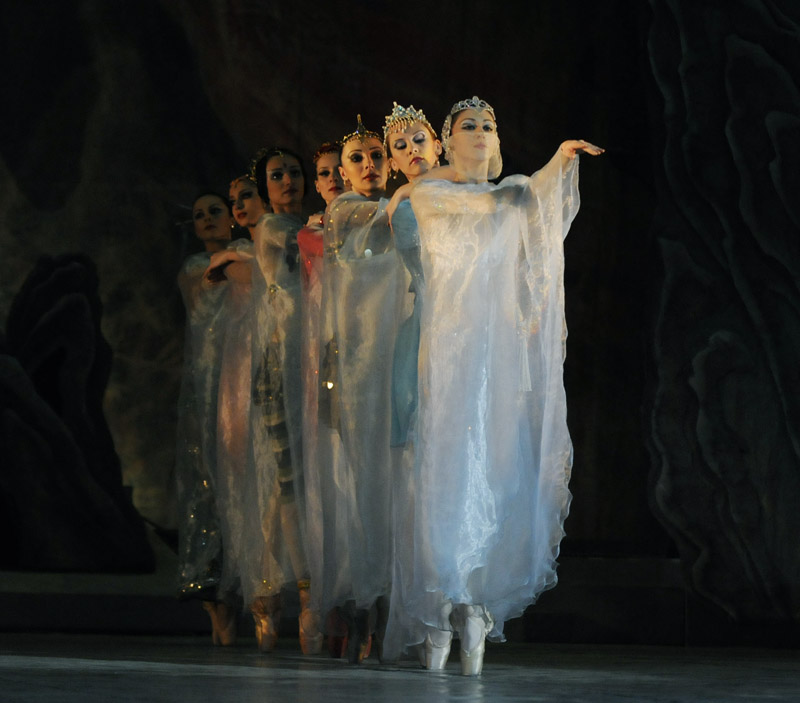
جزا من البالي السبعة الجميلة

- «سبعة جميلة» (1952)
- «بالطرق الطرق» (1958)
- «ليلى ومجنون» (1969)
- «دون كيخوت» (2000)

### الأعمال للأركسترا
- «ليلي ومجنون» – القصيدة السيمفونية (على اساس للقصيدة نظامي) (1947)
- «سبعة جميلة» – سوييطة سيمفونية (1949)
- «دون كيخوت» (1960)
- ثلاثة سيمفونية (1943 ,1946, 1965)
- سوييط «الاذربايجان» (1939)
- سوييط «فيتنام»
- افتتان الباني (1952)
- سوييط الكلاسيكي (1966)
- القصيدة «الشباب» للاركيسترا وللبيانو (1937)
- الاحتفال للأركيسترا وللكمان (1967)

## الجوائر
- وسام الاتحاد السوفيييتي الحكومية الاذربايجان
- وسام لينين
- ميدالية لعمل شجاع في الحرب الوطنية العظمى بين عامين 1941-1945
- جائزة الاتحاد السوفيتي الحكومية
- وسام الراية الحمراء من حزب العمال
- وسام ثورة أكتوبر

## روابط خارجية
- قارا قاراييف على موقع IMDb (الإنجليزية)
- قارا قاراييف على موقع الموسوعة البريطانية (الإنجليزية)
- قارا قاراييف على موقع ميوزك برينز (الإنجليزية)
- قارا قاراييف على موقع أول ميوزيك (الإنجليزية)
- قارا قاراييف على موقع ديسكوغز (الإنجليزية)